# Ouled Ben Abdelkader
Ouled Ben Abdelkader (em árabe: أولاد بن عبد القادر) é uma cidade e comuna localizada na província de Chlef, Argélia. Segundo o censo de 2008, a população total da cidade era de 19 952 habitantes.